# Klyment (Večerja)
Klyment (světským jménem: Oleh Olexandrovyč Večerja; * 16. srpna 1977, Kyjev) je ukrajinský duchovní Ukrajinské pravoslavné církve Moskevského patriarchátu a metropolita nižynský a prylucký.

## Život
Narodil se 16. srpna 1977 v Kyjevě.
Po střední škole č. 20 nastoupil na fakultu biologie Kyjevské univerzity, kterou dokončil roku 1999. Stejného roku byl přijat do Ioninského monastýru.
Roku 2001 dokončil Kyjevský duchovní seminář a pokračoval ve studiu na Kyjevské duchovní akademii.
Dne 21. dubna 2001 byl biskupem mukačevským a užhorodským Agapitem (Bevcykem) rukopoložen na diákona. Stejného roku se stal vedoucím pro záležitosti Ioninského monastýru.
Dne 4. listopadu 2003 byl rukopoložen na jeromonacha a 8. prosince 2003 postřižen na monacha se jménem Klyment na počest svatého Klementa I.
Roku 2004 byl povýšen na igumena.
Dne 9. března 2005 se stal představeným Neščerivského monastýru.
Od srpna 2007 přednášel na Kyjevském duchovním semináři.
Od 31. března 2008 do 5. srpna 2013 byl prorektorem pro akademickou činnost semináře a akademie.
Dne 21. září 2008 byl povýšen na archimandritu.
Dne 20. července 2012 jej Svatý synod Ukrajinské pravoslavné církve zvolil biskupem irpinským a vikářem kyjevské eparchie, předsedou Vzdělávací komise Ukrajinské pravoslavné církve. Následující den byl oficiálně jmenován biskupem a 23. července proběhla jeho biskupská chirotonie. Hlavním světitelem byl metropolita kyjevský a celé Ukrajiny Volodymyr (Sabodan).
Dne 29. září 2014 se stal hlavním redaktorem webu Ukrajinské pravoslavné církve.
Od 29. ledna 2015 vede Synodní informačně-vzdělávací oddělení.
Dne 1. dubna 2015 byl jmenován soudcem církevního soudu.
Dne 28. července 2017 byl povýšen na arcibiskupa a 21. prosince se stal arcibiskupem nižynským a pryluckým.
Dne 17. srpna 2018 jej metropolita kyjevský a celé Ukrajiny Onufrij (Berezovskyj) povýšil na metropolitu.
Dne 23. května 2023 byl ustanoven stálý členem Svatého synodu.